# Stanislaus Zbyszko

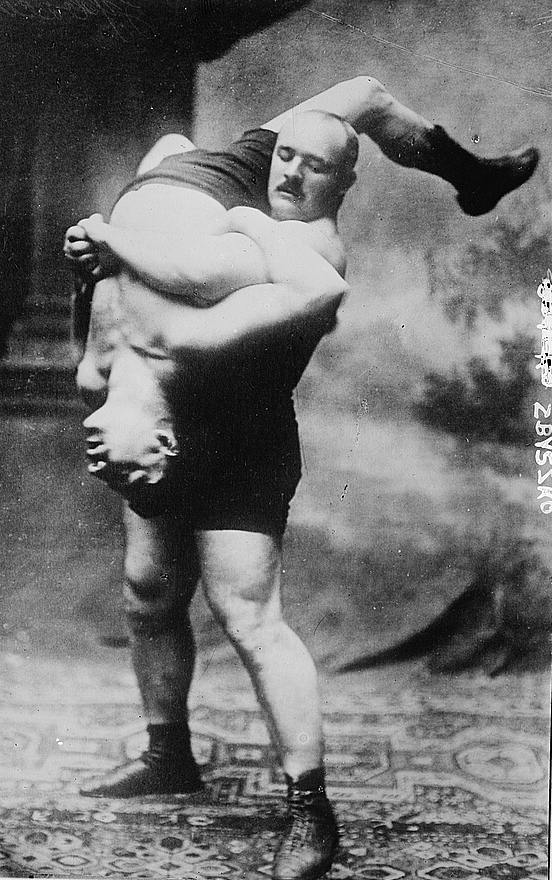
Stanislaus Zbyszko (1913)

Stanislaus Zbyszko, geb. Stanisław Jan Cyganiewicz, (* 1. April 1879 in Jodłowa, Galizien; † 23. September 1967 in St. Joseph, Missouri) war ein polnischer Ringer. Er war Weltmeister der Berufsringer im griechisch-römischen und im freien Stil.

## Leben
Stanisław Cyganiewicz wuchs in seinem Geburtsort auf und erhielt schon dort in der Schule seinen Spitznamen „Zbyszko“, abgeleitet von dem Helden Zbyszko von Bogdaniec aus dem Roman Krzyżacy (deutsch: Die Kreuzritter) von Henryk Sienkiewicz. Dieser Name wurde später in den Vereinigten Staaten, als er ein berühmter Berufsringer war, auch zu seinem Künstlernamen.
Nach seiner Schulzeit studierte Stanisław Cyganiewicz in Wien Musik, Philosophie und Jurisprudenz. Ob er eines dieser Fächer zum Abschluss brachte, ist nicht bekannt. In Wien begann er, der mit einer Größe von 1,73 Metern ungewöhnlich muskulös war und als Erwachsener ein Gewicht von etwa 110 kg auf die Waage brachte, beim Sportclub Vindobona AC Wien mit der Schwerathletik, vor allem mit dem Ringen. Sein Vorbild war dabei Georg Hackenschmidt. Später wurde er Anhänger der Sokol-Bewegung in Böhmen, kehrte aber nach Polen zurück und betätigte sich dort einige Zeit als Zirkusringer. Dort wurde er von einem Veranstalter von Profiringkämpfen entdeckt und erhielt von diesem einen Vertrag als Berufsringer. Sein Lehrmeister wurde dabei vorübergehend der berühmte polnische Meisterringer Władysław Pytlasiński.
Bereits im Jahre 1900 startete er erstmals bei einer Weltmeisterschaft der Berufsringer. Zu diesem Zeitpunkt rang er nur im griechisch-römischen Stil. Im Jahre 1906 ging er nach London und wurde dort von Charles Cochrane, der auch Georg Hackenschmidts Manager war, betreut. In London erlernte er auch das Freistilringen.
Im Jahre 1909 ging er in die Vereinigten Staaten und setzte dort seine Karriere als Freistilringer fort. In den nächsten 20 Jahren gehörte er dann zu den besten Berufsringern im freien Stil im Schwergewicht und wurde zweimal Weltmeister. 1930 beendete er seine Karriere als aktiver Ringer und wurde zunächst Promoter. Ende der 1930er Jahre ging er nach Buenos Aires und trainierte dort Antonino Rocca, einen aufstrebenden jungen argentinischen Freistilringer. Nach seinem Argentinienaufenthalt kaufte er sich zusammen mit seinem Bruder Ladislaus Cyganiewicz, der als Wladek Zbyszko ebenfalls ein berühmter Berufsringer geworden war, eine Farm im Missouri, auf der sie ein Trainingslager für Berufsringer einrichteten. Die berühmtesten Schüler von ihnen waren Johnny Valentine und Harley Race.
1932 und 1950 wirkte Stanislaus Zbyszko in mehreren Spielfilmen mit. Er arbeitete dabei unter anderem mit dem berühmten Regisseur Jules Dassin zusammen.
Seinen Lebensabend verbrachte er auf seiner Farm in Missouri, wo er 1967 im Alter von 88 Jahren verstarb.
Stanislaus Zbyszko war einer der erfolgreichsten Pioniere des Berufsringens. Er war der einzige Berufsringer, der in beiden Stilarten Weltmeister wurde.

## Sportliche Karriere

### 1900 bis 1908
Bereits im Jahre 1900 nahm Stanisław Cyganiewicz in Sankt Petersburg an einer Weltmeisterschaft der Berufsringer im griechisch-römischen Stil teil. Er belegte dort den 2. Platz hinter Alexander Aberg aus Russland und vor Georg Lurich aus Russland und L. le Beaucairois aus Frankreich.
1903 startete er bei einer Weltmeisterschaft in Paris im griechisch-römischen Stil. Er belegte dort den 3. Platz hinter Jeß Pedersen aus Dänemark und R. le Boucher aus Frankreich, aber vor Omer de Bouillon aus Belgien. Alle drei waren seinerzeit berühmte Berufsringer. Nach dieser Weltmeisterschaft wurde man auch in den Vereinigten Staaten auf ihn aufmerksam. In einem Artikel der berühmten Kraftsport-Zeitschrift „Health & Strength“ wurde er schon als einer der besten europäischen Berufsringer bezeichnet.
Bei einem Turnier in Sankt Petersburg im Jahre 1906 besiegte Stanisław Cyganiewicz die Russen Iwan Martynow, Alexander Zaikin und Jelisejew die Deutschen Leonhard Reiber und Heinrich Weber, den Leichtgewichts-Weltmeister von 1903, den Polen Bolesław Rogalski, den Türken Nourlah und den Belgier Emil Peyrouse und damit Turniersieger vor Peyrouse und Heinrich Weber.
Im Jahre 1906 wurde er dann in Paris auch Weltmeister der Berufsringer im griech.-röm. Stil im Schwergewicht vor Georg Lurich und Constant le Marin aus Belgien. Dies war bis dahin der größte Erfolg seiner Ringerlaufbahn.
Nach dieser Weltmeisterschaft ging Stalnislaw Cyganiewicz nach London und trainierte dort den freien Stil. In London bestritt er im London Pavillon und in der Gibbons Music Hall einige Kämpfe und besiegte dabei auch den gefährlichen Türken Kara Suliman.

### 1909 bis 1920
1909 ging Stanisław Cyganiewicz in die Vereinigten Staaten und wurde dort unter dem Namen Stanislaus Zbyszko zu einem bekannten Freistilringer. Kaum dort angekommen traf er am 25. November 1909 in Buffalo, N.Y., auf den amtierenden Freistil-Weltmeister im Schwergewicht, den US-Amerikaner Frank Gotch. Es war ein Handicap-Match vereinbart worden, in dem Frank Gotch Zbyszko innerhalb von 60 Minuten hätte besiegen müssen. Gotch schaffte das nicht, darum wurde Stanislaus Zbyszko zum Sieger erklärt.
Am 12. Februar besiegte Stanislaus Zybszko Tom Jenkins in New York und im Verlaufe des Jahres 1910 gelangten ihm noch Siege über die Catcher Benjamin F. Roller und Youssuf Mahmout (The Terrible Turk). Am 10. September 1910 kämpfte er in London gegen den Inder Great Gama, der eigentlich Rustam e Zamana Gama Pehliwan hieß in der „John-Bull-Wrestling-Championship“ um die Weltmeisterschaft der britischen Version und erreichte gegen den körperlich weit überlegenen Inder durch seine ausgeklügelte Defensivtaktik nach einer Kampfzeit von 2 Stunden und 35 Minuten ein Unentschieden. In der Revanche eine Woche später, am 17. September 1910, wieder in London, siegte Great Gama und wurde damit Weltmeister der Berufsringer in der britisch/indischen Version.
Am 1. Oktober 1910 erhielt Stanislaus Zbyszko dann die Chance im Chicago Coliseum gegen Frank Gotch um die Weltmeisterschaft der Berufsringer im Schwergewicht zu kämpfen. Er wurde dabei in nicht ganz fairer Weise von Gotch überlistet, denn dieser packte ihn praktisch beim Eröffnungshandschlag, warf ihn zu Boden und schulterte ihn nach einer Kampfzeit von 6 Sekunden. Alle Proteste Zbyszkos und seines Anhanges blieben erfolglos. Damit war der erste Versuch von Stanislaus Zbyszko nach der amerikanischen Version der Berufsringer Weltmeister zu werden, gescheitert.
Am 26. Januar 1911 bestritt Stanislaus Zbyszko in New York wieder ein Handicap-Match. Er hatte die Aufgabe, drei starke Ringer an einem Abend zu besiegen. Im ersten Kampf gewann er über den siebenfachen Weltmeister im griechisch-römischen Stil, den Russen Iwan Maximowitsch Poddubny in 4 Minuten und 40 Sekunden, dann schlug er den amerikanischen Cowboy Yankee Rogers in 49 Minuten und 20 Sekunden. Es gelang ihm aber nicht mehr auch den US-Amerikaner Gus „Americus“ Schönlin zu besiegen, womit er das Handicap-Match verlor. In einem Revanchekampf unterlag er am 4. Mai 1911 in New York erneut gegen Gus Schönlin. Am 25. November 1911 kämpfte Stanislaus Zbyszko in New York gegen den Weltmeister im griech.-röm. Stil Giovanni Raicevich, einem Italiener slowenischer Herkunft. Diesem Kampf wohnte auch Enrico Caruso bei. Es waren drei Gänge à 60 Minuten vereinbart. Im ersten Gang siegte Zbyszko nach 37 Minuten und 30 Sekunden. Im zweiten Gang gelang es Raicevich Zbyszko nach 10 Minuten Kampfzeit auf die Schultern zu legen. Das Kampfgericht, dass zunächst diesen Fallsieg bestätigt hatte, änderte aber kurz darauf sein Urteil und entschied, dass Zbyszko mit einer Schulter außerhalb der Matte gelegen hätte, womit kein Schultersieg Raicevichs vorlag. Der Kampf hätte also fortgesetzt werden müssen. Raicevich lehnte dies aber ab und verließ gemeinsam mit Enrico Caruso und anderen prominenten italienischen Zuschauern empört den Veranstaltungsort.
Im Jahre 1912 siegte Stanislaus Zbyszko unter anderem über Henry Ordemann, Charles Cutler und Benjamin F. Roller. Am 20. Dezember 1912 musste er aber in Boston eine Niederlage gegen Georg Lurich einstecken.
1913 weilte er wieder in Europa und siegte am 16. Juli 1913 in Wien über den Tschechen Gustav Frištenský und rang am 10. September 1913 in London gegen Great Gama wieder Unentschieden. Am 16. Januar 1914 gelang ihm in Boston ein Sieg über den Weltmeister im griechisch-römischen Stil Alexander Aberg.
In den Jahren 1915 bis 1919 war Stanislaus Zbyszko inaktiv.

### 1920 bis 1929
Anfang des Jahres 1920 erschien er aber in den Vereinigten Staaten wieder auf der Matte. Am 29. März 1920 besiegte er dabei in New York den Finnen John Olin nach 53 Minuten und 27 Sekunden Kampfzeit. Olin war Silbermedaillengewinner bei den Olympischen Spielen 1912 in Stockholm im griech.-röm. Stil im Schwergewicht.
Am 6. Mai 1920 besiegte er erstmals Ed Lewis in einem Match in New York. Das Jahr 1921 begann er mit einem Sieg über den Amerikaner Joe Stecher, den er am 14. März in New York nach einer Kampfzeit von 2 Stunden 16 Minuten und 10 Sekunden besiegte. Lewis und Stecher sollten noch besondere Rollen in der Karriere Zbyszkos spielen.
Am 5. Mai 1921 kämpfte Stanislaus Zbyszko dann im Madison Square Garden zu New York gegen Ed „Strangler“ Lewis um die Weltmeisterschaft im Schwergewicht. Er gewann diesen Kampf in der relativ kurzen Kampfzeit von 23 Minuten und 17 Sekunden und war damals erstmals Weltmeister der Berufsringer im freien Stil. Diese beiden Ringer standen sich dann bei einer Veranstaltung von Tex Rickard am 28. November 1921 im Madison Square Garden in einer WM-Revanche gegenüber. Diese Begegnung wurde in drei Gängen ausgetragen. Im ersten Gang siegte Lewis in 17 Minuten und 31 Sekunden, die beiden anderen Gänge gewann aber Zbyszko in 21 Minuten und 24 Sekunden und 14 Minuten und 57 Sekunden und verteidigte damit seinen Weltmeister-Titel.
Am 6. Februar 1922 besiegte Stanislaus Zbyszko in New York Earl Caddock und am 3. März 1922 fand in Wichita, Kansas eine weitere Begegnung zwischen Zbyszko und Lewis statt. Es ging wieder um den WM-Titel im Schwergewicht. Lewis gelang es Zbyszko zu besiegen und ihm damit den WM-Titel abzunehmen.
Nach zwei ruhigeren Jahren 1923 und 1924 nahm Stanislaus Zbyszko im Jahre 1925 erneut einen Anlauf um wieder Weltmeister zu werden. Die Situation in der amerikanischen Ringerszene war dabei folgende:
In den vergangenen drei Jahren waren die Zuschauerzahlen bei den Kämpfen konstant zurückgegangen, weil sich immer wieder die gleichen Ringer im Kampf um die Weltmeisterschaft gegenüberstanden. Mehrere führende Promoter um Jack Curley und Tony Stecher vereinbarten deshalb, dass ein neuer Mann auf der Ringerszene erscheinen sollte, der auch Weltmeister werden sollte. Dazu wurde der ehemalige Football-Profi Wayne Munn ausersehen. Nach einigen „Aufbaukämpfen“ gelang es diesem zu Beginn des Jahres 1925 tatsächlich Ed „Strangler“ Lewis zu besiegen und neuer Weltmeister zu werden, wobei die Niederlage von Lewis natürlich abgesprochen war.
Nach diesem Kampf wurde Stanislaus Zbyszko von Tony Stecher überredet, gegen Munn anzutreten und diesem den Sieg zu überlassen. Dieser Kampf fand am 15. April 1925 in Philadelphia statt. Zbyszko, der Munn ringerisch haushoch überlegen war, hielt sich aber nicht an diese Absprache und nagelte Wayne Munn schon nach kurzen Kampfzeit auf der Matte fest, so dass dem eingeweihten Kampfrichter keine andere Möglichkeit blieb, als Zbyszko zum Schultersieger zu erklären. Stanislaus Zbyszko war damit zum zweiten Mal Weltmeister im Schwergewicht. Schon am 30. Mai 1925 trat Zbyszko dann zu seiner ersten Titelverteidigung an. In St. Louis verlor er dabei gegen Joe Stecher, wobei wohl diese Niederlage aufgrund von Drohungen, die gegen Zbyszko ausgesprochen wurden, zustande gekommen sein dürfte.
Am 30. März 1926 verlor Stanislaus Zbyszko in Atlanta gegen den späteren Weltmeister Jim Londos und verlor auch am 13. April 1926 in Atlanta in einem weiteren Weltmeisterschaftskampf erneut gegen Joe Stecher.
1927 gelang ihm in New York gegen den Deutschen Hans Steinke nur ein Unentschieden und am 2. Dezember 1927 verlor er in New York gegen Giovanni Raicevich. Der Ausgang dieser Kämpfe zeigte, dass er nun doch langsam seinem Alter, er war nunmehr 48 Jahre alt, Tribut zollen musste.
1928 bekam er aber noch einmal die Chance viel Geld zu verdienen. Es kam ein Kampf um die Weltmeisterschaft nach der britisch-indischen Version zustande. In Patiala traf er dabei vor 60.000 Zuschauern erneut auf Great Gama. Stanislaus Zbyszko erlitt in diesem Kampf aber eine vernichtende Niederlage, denn nach 30 Sekunden hatte ihn Great Gama bereits geworfen. Danach bestritt er keinen wichtigen Kampf mehr.

## Filmografie (Auswahl)
- 1950: Die Ratte von Soho (Night and the City)